# Лоран Сен Сир
Лоран дьо Гувион Сен Сир (на френски: Laurent de Gouvion-Saint-Cyr), Първи маркиз дьо Гувион Сен Сир (13 май 1764 – 17 март 1830 г.), е френски военачалник от епохата на Революционните и Наполеоновите войни, издигнал се до маршал на Франция и маркиз. Известен е с прякора си „Бухала“.

## Ранни години
Роден под името Лоран Гувион в Тул, той е първородния син на кожаря Жан Батист Гувион и съпругата му, Ан Мари Мерсие. Приема името Сен Сир от майка си, която го изоставя в ранна възраст.
На 18 години заминава за Рим, за да учи рисуване, но, въпреки че продължава да се занимава с това след завръщането си в Париж през 1784 г., Лоран никога не става художник.
Жени се за Ан Гувион (Тул, 2 ноември 1775 – Париж, 18 юни 1844 г.) и има потомък – Лоран Франсоа, маркиз дьо Гувион Сен Сир (30 декември 1815 – 30 януари 1904 г.).

## По време на Революционните войни
През 1792 г. Сен Сир е избран за капитан в доброволчески батальон и служи в щаба на генерал Адам Филип дьо Кюстин. Последва бързо издигане, и за две години Лоран е повишен до дивизионен генерал. През 1796 г. командва дивизия в центъра на армията на Жан Моро по време на Рейнската кампания, помагайки в прословутото отстъпление от Бавария до Рейн.
През 1798 г. наследява Андре Масена като главнокомандващ на Италианската армия. На следващата година командва левия фланг на армията на Жан Батист Журдан, сражаваща се в Германия; когато Журдан е наследен на поста от Масена, Сен Сир се присъединява към войските на Моро в Италия, където се отличава по време на трудностите след битката при Нови. Когато Моро, през 1800 г., е назначен за главнокомандващ на Рейнската армия, Лоран е назначен за негов главен лейтенант, и на 9 май печели победа над генерал Край при Биберах. Сен Сир обаче не е в добри отношения с Моро и се завръща във Франция, скоро след първите операции на кампанията.
През 1801 г. е изпратен в Испания за да оглави армията, за която е планирано да нахлуе в Португалия (виж Полуостровна война), и е избран за Велик офицер на Почетния легион. Когато скоро след това е сключен мирния договор с Португалия, Сен Сир наследява Люсиен Бонапарт на поста посланик в Мадрид.

## По време на Наполеоновите войни
През 1803 г. е назначен за командир на корпус в Италия, през 1805 г. служи, отличавайки се, под командването на Масена, а през 1806 г. участва в кампанията в южна Италия. Също така взима участие в кампаниите в Прусия и Полша, по време на Войната на Четвъртата коалиция, а през 1808 г. – годината, в която е обявен за конт, командва армейски корпус в Каталония; но, нежелаейки да се съобразява със заповедите, които получава от Париж, Сен Сир подава оставка и се оттегля в немилост до 1811 г.
Той все още е дивизионен генерал, изключен от първия списък на произведени френски маршали, благодарение на отказа си да въздейства върху войниците в подкрепа на основаването на Първата френска империя. В началото на кампанията на Наполеон в Русия, на Сен Сир е възложено командването на корпус, и на 18 август 1812 г. печели победа над руснаците при Полоцк, в признание на което е повишен в маршал. Получава тежка рана в една от битките по време на отстъплението. Отличава се в битката при Дрезден (26 – 27 август 1813 г.) и защитата срещу армиите на Шестата коалиция след битката при Лайпциг, капитулирайки едва на 11 ноември, когато Наполеон вече се е оттеглил към Рейн.

## Последни години
При реставрацията на Бурбоните, Сен Сир е обявен за пер на Франция, и през юли 1815 г. е назначен за военен министър, но скоро се оттегля от поста. През юни 1817 г. е назначен за морски министър, а през септември отново поема задълженията на военен министър, които изпълнява до ноември 1819 г. През този период Сен Сир започва много реформи, особено отделяйки внимание на мерките, целящи да направят армията по-скоро национална, отколкото династична сила. Прави опити да запази правата на ветераните на империята, организира Генерален щаб, и ревизира военния кодекс и наредбите за пенсии. През 1817 г. е обявен е за маркиз.
Лоран дьо Гувион Сен Сир умира на 17 март 1830 г. в Йер, град в югоизточна Франция.

## Творби
- Journal des operations de l'armee de Catalogne en 1808 et 1809 (Париж, 1821 г.)
- Memoires sur les campagnes des armees de Rhin et de Rhin-et-Moselle de 1794 a 1797 (Париж, 1829 г.)
- Memoires pour servir de l'histoire militaire sous le Directoire, le Consulat, et l'Empire (1831 г.)

|  | Тази страница частично или изцяло представлява превод на страницата Laurent de Gouvion Saint-Cyr в Уикипедия на английски. Оригиналният текст, както и този превод, са защитени от Лиценза „Криейтив Комънс – Признание – Споделяне на споделеното“, а за съдържание, създадено преди юни 2009 година – от Лиценза за свободна документация на ГНУ. Прегледайте историята на редакциите на оригиналната страница, както и на преводната страница, за да видите списъка на съавторите. ВАЖНО: Този шаблон се отнася единствено до авторските права върху съдържанието на статията. Добавянето му не отменя изискването да се посочват конкретни източници на твърденията, които да бъдат благонадеждни. |